# Одесский государственный экологический университет
Одесский государственный экологический университет (укр. Одеський державний екологічний університет) — ведущий вуз в системе высшего экологического и гидрометеорологического образования Украины, базовый вуз Министерства экологии и природных ресурсов Украины. 
В университете ведётся подготовка специалистов с высшим образованием (младший специалист, бакалавр, специалист, магистр, кандидат и доктор наук) по направлениям подготовки: «Гидрометеорология», «Военная гидрометеорология», «Экология», «Менеджмент», «Компьютерные науки» и другие. ОГЭКУ осуществляет научно-методическое руководство разработкой на Украине учебных планов, программ, учебников и учебно-методических пособий по специальностям гидрометеорологического и экологического направлений подготовки.

## История

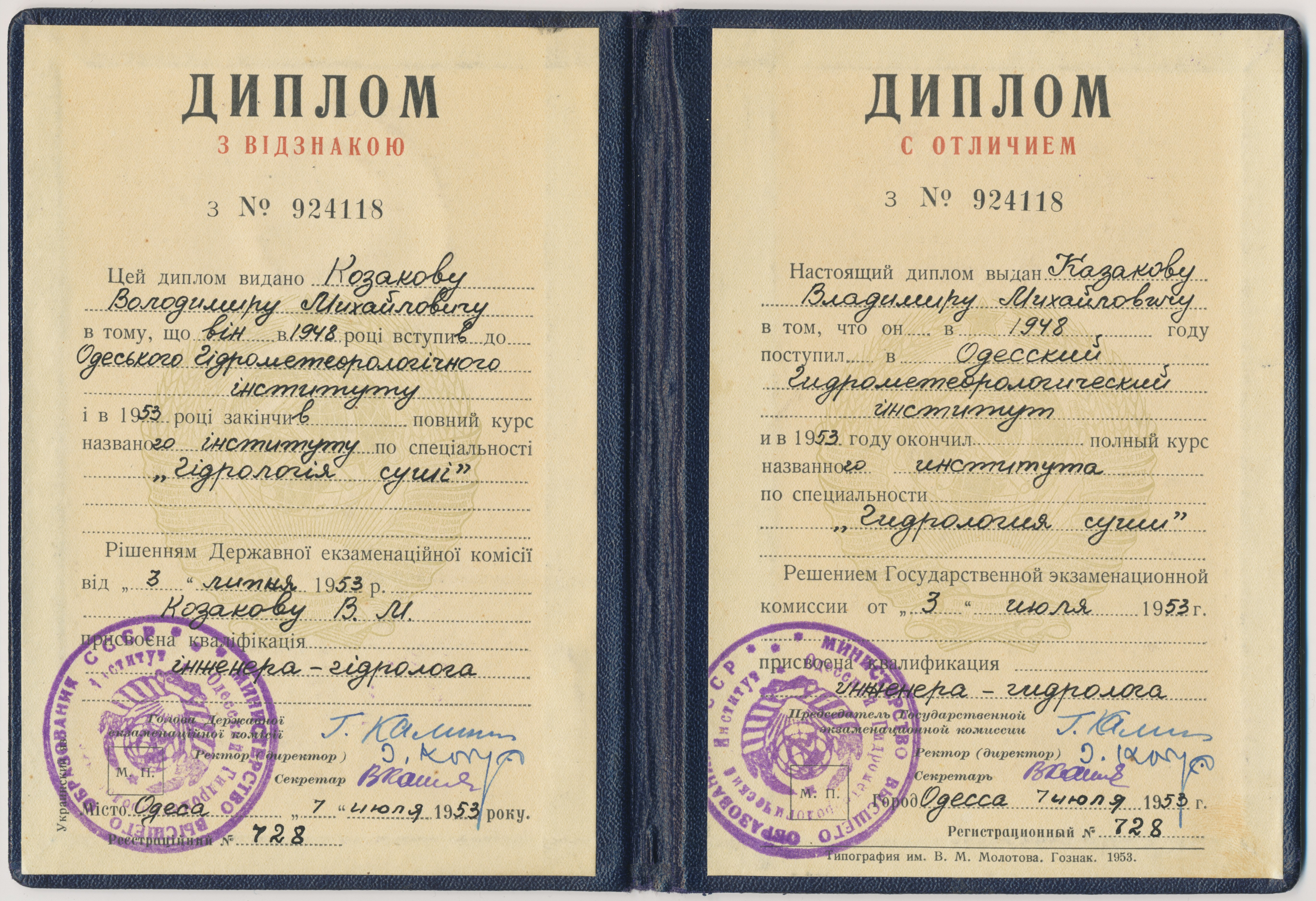
Диплом с отличием инженера-гидролога образца 1953 года Одесского гидрометеорологического института

1 мая 1932 по решению Правительства Украинской ССР в городе Харьков — столице Украины на то время — был основан Харьковский инженерный гидрометеорологический институт. В октябре 1941 года институт был эвакуирован в город Ашхабад, где он продолжал работу до августа 1944. По решению Совета народных комиссаров СССР от 4 июля 1944 Харьковский инженерный гидрометеорологический институт был перебазирован из Ашхабада в Одессу, переименован в Одесский гидрометеорологический институт (ОГМИ) и расположился по адресу улица Ботаническая, 4 затем переехал на улицу Щепкина, 16 , затем на  улицу Чкалова, дом 2-б.
На базе Одесского гидрометеорологического института основаны учебные комплексы «Украинский центр гидрометеорологического образования» и Учебно-научный центр «Экология», в которые вместе с ОГМИ входят:
- Харьковский гидрометеорологический техникум Одесского государственного экологического университета;
- Херсонский гидрометеорологический техникум;
- Киевский геологоразведочный техникум;
- Государственный институт повышения квалификации и переподготовки кадров Министерства экологии и природных ресурсов Украины;
- Одесский филиал Института биологии южных морей Академии наук Украина.

В 2001 году Одесский гидрометеорологический институт получил новое название — Одесский государственный экологический университет.

## Выпускники
Университет выпустил более 30 тысяч дипломированных специалистов — гидрометеорологов и экологов. С 1953 года в вузе ведётся подготовка иностранных граждан — подготовлено около 1600 инженеров, исследователей-стажёров, кандидатов и докторов наук для 80 стран мира. В Вооружённых Силах Украины проходят военную службу более 200 кадровых офицеров — выпускников ОГЭКУ. Среди выпускников университета немало крупных учёных, исследователей окружающей среды, руководителей гидрометеорологических и экологических подразделений Украины, стран СНГ и многих стран мира.

## Научно-педагогический состав
Научную и педагогическую работу ведут 189 преподавателей, более 2/3 из них имеют учёную степень доктора и кандидата наук, 7 преподавателей ОГМИ — действительные члены (академики) различных академий Украины, Российской Федерации, государств Европы и США.

## Структура университета
Ранее в структуре вуза существовали:
- Метеорологический факультет (агрометеорологический, синоптический, активные воздействия на метеорологические процессы)

- Океанологический факультет

- Гидрологический факультет

### Институт и факультеты
- Гидрометеорологический институт
- Эколого-экономический факультет
- Природоохранный факультет
- Факультет компьютерных наук
- Факультет магистерской и аспирантской подготовки
- Заочный факультет

### Колледжи и техникумы
- Одесский колледж компьютерных технологий Архивная копия от 24 декабря 2015 на Wayback Machine (бывш. Одесский станкостроительный техникум)
- Харьковский гидрометеорологический техникум Архивная копия от 15 марта 2022 на Wayback Machine
- Херсонский гидрометеорологический техникум

Прочие подразделения
- Подготовительное отделение
- Центр последипломного образования
- Центр магистерской подготовки на базе Морского гидрофизического института НАН Украины
- Кафедра военной подготовки

С 1993 года университет работает по трёхступенчатой системе подготовки специалистов (бакалавр, дипломированный специалист, магистр).
В университете учатся студенты из более чем 35 стран мира.
С 1993 года на базе кафедры военной подготовки ОГМИ была начата подготовка кадровых офицеров-гидрометеорологов для Министерства обороны Украины, а также осуществляется подготовка офицеров запаса.

## Библиотека
История библиотеки неразрывно связана с историей ОГЭКУ.
В 1945 году было положено основание научного фонда библиотеки. Первое книгохранилище, как и сама библиотека, находились на улице Чкалова (ныне Большая Арнаутская) в старом помещении.
В годы независимости библиотека получила новое помещение по адресу улица Кирова, дом 106 (ныне Базарная). В этом помещении библиотечный фонд со всеми отделами и сотрудниками находился до 2000 года. В 2000 году состоялся переезд на новое место по адресу улица Львовская, дом 15.
В 2007—2008 годах весь фонд был перенесён в новое постоянное книгохранилище в трёхуровневом учебном корпусе и получила читальный зал на 81 посадочное место. Фонд библиотеки насчитывает свыше 230000 единиц.
В читальном зале действует Wi-Fi зона.
В 2010 году была введена в эксплуатацию бета-версия сайта библиотеки, а в декабре 2010 года сайт начал работать в обычном режиме. Сейчас сервер расположен по новому адресу: Сайт библиотеки ОГЭКУ

## Международное сотрудничество
Одесский государственный экологический университет сотрудничает со специализированным агентством ООН — Всемирной метеорологической организацией в рамках программы добровольной совместных ВМО (ПДС ВМО).